# Lucius Caecilius Metellus Dalmaticus
Lucius Caecilius Metellus Dalmaticus római politikus, az előkelő, plebeius származású Caecilia gens Metellus-ágához tartozott. Édesapja, Lucius Caecilius Metellus Calvus Kr. e. 142-ben volt consul, és fivére, Quintus Caecilius Metellus Numidicus szintén elérte a consuli rangot.
Metellus Dalmaticust sokszor összekeverik unokatestvérével, Lucius Caecilius Metellus Diadematusszal, aki Kr. e. 117-ben volt consul. Ő maga unokafivére előtt két évvel, Kr. e. 119-ben töltötte be a magistraturát Lucius Aurelius Cotta kollégájaként. Feltehetően a népszerűség utáni vágytól hajtva hadat üzent a dalmáciaiaknak, akik egyébként semmiféle ellenséges érzülettel nem viseltettek Rómával szemben. Így aztán nem is védekeztek, Metellus pedig érdemtelenül tarthatott triumphust és nyerte el a Dalmaticus/Delmaticus agnoment (ragadványnév latinul) az év végén, miután átteleltette hadseregét Salonae-ban (ma Split, Horvátország). A hadizsákmányból kijavíttatta Castor és Pollux templomát.
Kr. e. 115-ben Cnaeus Domitius Ahenobarbusszal együtt volt censor, és hivatali ideje alatt összesen harminckét embert zártak ki a senatusból. Dalmaticus a pontifex maximusi rangot is viselte, ilyen minőségben a szűzességi fogadalmukat megszegő három Vesta-szűz, Aemilia, Licinia és Marcia ügyében Kr. e. 114-ben hozott ítéletét – melyben mindössze Aemiliát, a felbújtót találta bűnösnek – széles körben visszautasították, és a népgyűlés ez egyszer ki is vette a bíráskodás jogát a pontifexek collegiumának kezéből.
Kr. e. 100-ból származik az utolsó ismert adat róla: azon előkelőségek közé tartozott, akik fegyvert fogtak a néppárti Saturninus ellen. Lánya, Caecilia Metella később a híres Sulla felesége lett.
| Elődei: Publius Manilius és Caius Papirius Carbo | Consul i. e. 119 collega: Lucius Aurelius Cotta | Utódai: Marcus Portius Cato és Quintus Martius Rex |